# Jean-François Istasse
 (janvier 2019).
Pour les articles homonymes, voir Istasse.
Jean-François Istasse est un homme politique belge socialiste né à Uccle le 27 novembre 1950 et mort le 25 juillet 2021. Il a été sénateur et président du Parlement de la Communauté française de Belgique.

## Biographie
Jean-François Istasse est né le 27 novembre 1950 à Uccle. Il a étudié à l'Athénée Royal de Verviers (humanités), aux Athénées Royaux d'Etterbeek (5e et 6e primaire) et de Stanleyville (ex-Congo belge pour les gardiennes et primaires).
Son grand-père, Jean Simar, a été bâtonnier de l'Ordre des avocats de Verviers. 
Diplômé (licencié en droit) de l'Université de Liège en 1973 et maître en management public de l'École de Commerce Solvay (ULB) en 1991.
Jean-François Istasse est le père d'Amandine Istasse, enseignante, et l'époux de Marianne Leysten, ancienne championne de Belgique de gymnastique (J.O. de Munich en 1972).
Le jeudi 18 juin 2020, il subit une transplantation rénale au CHU de Liège. Depuis le 30 janvier, l'homme était soigné en dialyse rénale au CHR Verviers.
Jean-François Istasse est mort le 25 juillet 2021.

### Carrière politique
- conseiller communal de Verviers depuis 1977
- échevin à Verviers de 1994 à 1995 et de 2006 à 2012 et du 26 octobre 2015 au 3 décembre 2018 (échevin de l'instruction publique, de la culture, du patrimoine et des quartiers), actuellement conseiller communal
- président du Festival International "Jazz à Verviers"
- député wallon de 1995 à 2014 et du 10 décembre 2018 au 26 mai 2019
- député au Parlement de la Communauté française de 1995 à 2014 et de 2018 à 2019
- Président du Parlement de la Communauté Française de 2004 à 2009
- sénateur de 1998 à 2006 et de 2013 à 2014, actuellement "sénateur honoraire"
- Nommé Bourgmestre de Verviers le 21 septembre 2020 par le conseil communal (décision suspendue actuellement par le Conseil d'État pour vice de forme dans la motion mixte de présentation).

Conseiller communal de la ville de Verviers depuis 1977, et membre du collège communal en 1994/1995, de 2006 à 2012 en tant qu'échevin chargé de la culture, des finances et du budget. Il est toujours conseiller communal et redevenu échevin le 26 octobre 2015 (culture, enseignement) jusqu'au 3 décembre 2018. Il a été réélu conseiller communal le 14 octobre 2018.
Conseiller provincial de Liège de 1987 à 1995. Il a été chef de groupe pour le PS, successivement, au conseil communal, au conseil provincial et au Parlement de la Communauté Française.
En 1995, il devient député wallon en suppléance d'Yvan Ylieff, redevenu ministre. Il prête le serment de sénateur de communauté en 1998. Ces deux mandats seront renouvelés aux élections législatives wallonnes de 1999 et de 2004.
À la suite des élections législatives fédérales de 2003, il prête serment de sénateur de communauté pour la 3e fois. Mais il démissionne du Sénat le 1er décembre 2006 pour pouvoir devenir échevin à Verviers.  Il redevient sénateur de communauté le 14 mars 2013 jusqu'aux élections du 25 mai 2014. 
Il a été président du Parlement de la Communauté française de Belgique entre le 28 octobre 2004 et le 30 juin 2009. Il a présidé la  commission de la culture, de l'audiovisuel, de la santé et de l'égalité des chances (2009 à 2014) et aussi la commission des relations internationales de 1999 à 2004.
Il a été Membre titulaire et Membre du Bureau du Comité des Régions de l'Union Européenne de 2004 à 2017. Il y a siégé dans les commissions EDUC (1er vice-président) et CIVEX, NAT et SEDEC. Il s'y est occupé également des questions de subsidiarité, du point de vue des pouvoirs régionaux et locaux (Steering Group Subsidiarity) et de la simplification administrative (Groupe de Haut Niveau Stoiber). Actuellement il y est membre suppléant.
Il a été président de la Fédération des Télés Locales (il a été également membre du conseil d'administration de la RTBF et un des fondateurs de la télé locale verviétoise Télévesdre, à présent Vedia, en tant qu'administrateur-délégué).
Il a travaillé au cabinet du Ministre-président Jean-Maurice Dehousse à la Région Wallonne, à la SPI, à la SWDE (directeur) et au SETCa (FGTB).
Il est considéré comme un des principaux acteurs du dossier de restauration du Grand Théâtre de Verviers, un dossier emblématique de la relance de sa ville par la culture. Il est président du Festival international "Jazz à Verviers".
Le 14 octobre 2018 il a été réélu pour la 8e fois conseiller communal à Verviers. Il  a été chef de groupe socialiste avant son accession au mayorat en 2020. Il est membre (vice-président) du conseil d'administration du Centre culturel après en avoir été président de 2000 à 2012 et de 2015 à 2019.

## Ouvrages, prises de position, intérêts
Il est l'auteur d'un livre 100 Questions sur les ASBL (Ed. Luc Pire, nouvelle édition en 2013) et de plusieurs conférences ayant pour sujet l'Égypte ancienne : le Temple d'Abou Simbel, Cléopâtre, Isis et Osiris, Toutankhamon,... 
Il manifeste aussi un intérêt pour tout ce qui concerne le Japon où il a effectué un voyage d'étude en avril 2015. C'est un fan reconnu en France et en Belgique et au Japon des groupes de J-Pop féminin tels que AKB48, STU48 (Naachan) Nogizaka46 (Wota d'Ashurin) et Hinatazaka46,. Istasse a trouvé que cette musique rappelait la musique pop française des années 1960 et 70 et, alors que les mélodies sont optimistes et insouciantes, les thèmes des chansons sont souvent beaucoup plus profonds que leur musique pourrait nous le laisser croire.
Une production de Védia (L'Album) lui a été consacrée à ce sujet en 2015. Il est passé au journal télévisé de TV Asahi pour son intérêt envers les AKB48[réf. nécessaire].
En 2015, revenant sur les élections communales de 2012 à Verviers, il présente des excuses dans le journal La Meuse du 19 août pour la gestion clientéliste de la diversité dans son parti, estimant que la position du PS durant la campagne électorale sur le vivre ensemble a été mal exprimée par le PS verviétois. Ce qui participa, à l'époque, au retour au pouvoir communal du PS.[réf. nécessaire]
En juillet 2020, il a pris position en demeurant au PS, à l'encontre de la bourgmestre précédente qui a été exclue de son parti.

## Travail parlementaire
Artisan du choix de Verviers comme capitale wallonne de l'eau en mars 1999 au Parlement wallon.
Il approuve le traité constitutionnel européen et le traité de Lisbonne.
Il a participé activement, notamment, au vote de la loi de 2002 sur les Asbl et à l'adoption de la loi sur l'euthanasie et diverses lois sociétales sur l'égalité des genres et la préférence sexuelle, le mariage homosexuel en Belgique. Il a présidé le comité de pilotage des États généraux de la presse et de l'information. À l'Union européenne (Comité des Régions) il est notamment l'auteur d'un avis sur l'avenir du cinéma européen et reconnu pour son expertise en matière culturelle et au sujet des médias[réf. nécessaire].
En 2018 il est nommé euro-promoteur au sein du Parlement de la Fédération Wallonie-Bruxelles.